# Florisbela
Florisbela, nascida no Rio Grande do Sul, foi uma heroína da Guerra do Paraguai.
A participação de mulheres nas campanhas militares da guerra era comum, tanto em território brasileiro quanto argentino e paraguaio. Elas seguiam seus maridos e, em sua maioria, cozinhavam, lavavam roupas, cuidavam dos homens feridos nas batalhas, entre outras tarefas. A grande maioria dessas esposas e companheiras não foi lembrada após o fim da guerra, e só se sabe delas por meio de relatos esparsos. Uma dessas mulheres foi Florisbela, que marchava  junto ao 29º Corpo de Voluntários da Pátria. Contudo, além de acompanhar as tropas, ela participava dos combates. Armava-se com a carabina do primeiro soldado brasileiro que caísse, e lutava até o final. Era conhecida por ter sempre a boca negra de pólvora, devido à necessidade de se morderem os cartuchos.
Florisbela "era tão famosa no Exército brasileiro que sua mera visão entusiasmava os companheiros". Porém, dela não se sabe o nome, nem família de origem, ou data de nascimento. Conforme Pimentel, Florisbela não teve seu devido reconhecimento: "Essa mulher, se tivesse tido a ventura de nascer na França ou na Alemanha, talvez figurasse em estátua na melhor praça de suas grandes cidades. Mas, no Brasil, nem de leve se tomou consideração o ato de seu espontâneo e magnífico desprendimento e bravura. Mais de 10 mil testemunhas ainda existem que pasmaram diante de sua heroicidade, sendo o escritor destas linhas uma delas."